# Метопимазин
Метопимазин — фенотиазиновое противорвотное средство.  Препарат воздействует на рвотный центр, предотвращает тошноту и рвоту различного происхождения . В США по состоянию на 2020 год использовался для лечения гастропареза.